# Терсо
Те́рсо (англ. Thurso, скотс Thursa, гэльск. Inbhir Theòrsa) — город на северном побережье округа Хайленд, в Шотландии. Исторически входил в состав графства Кейтнесс (до 1975 года) и являлся городом с самоуправлением.

## История
Первые упоминания о Терсо относятся к периоду оркнейского господства в Кейтнессе, который завершился к 1266 году. Город являлся важным торговым портом. Торговля велась со всеми прибрежными городами северной Европы и достигла своего пика в XIX веке. Большая часть зданий городе была спланирована в те времена. Однако максимума своего развития Терсо достиг в середине XX века, когда началось строительство атомной электростанции Даунрэй, что в 15 км к западу от Терсо. В течение 5 лет население города быстро выросло с 9000 человек до 12500 человек (1955—1958 годах), однако к 1960 году оно вновь вернулось к 9000 человек после окончания строительства станции. Имя Терсо носит также виконтство в Великобритании, управляемое родом Синклэр в сословии пэров. В настоящее время виконт Терсо является также членом британского парламента.

## География
Терсо является самым северным городом на острове Великобритания, расположен на северной окраине дороги А9, соединяющей Кейтнесс с основной частью Шотландии, в 32 км к западу от деревни Джон-о’Гротс и в 34 км к северо-западу от города Уик. Ближайший относительно крупный город расположен в 177 км к югу — это Инвернесс. Железнодорожная станция Терсо является самой северной в Британии. Она соединяет город с Уиком — административным центром бывшего графства Кейтнесс, и с Инвернесс — главным центром области Хайленд. Население Терсо составляет около 9000 человек (по переписи 2001 года). Город расположен на 59 параллели — так же, как и центр штата Аляска (США) город Джуно, Гудзонов залив и город Ставангер в Норвегии.

## Города-побратимы
Брилон, Германия